# Балангода
Балангода (там. பலாங்கொடை; синг. බලංගොඩ) — город в Шри-Ланке. Находится в провинции Сабарагамува, округе Ратнапура. Один из самых больших городов округа Ратнапура. Численность населения — 16,510 человек(2012 г). Площадь города составляет 16,2 километра. Находится не высоте 530 метров над уровнем моря. Основан в 1729 году.
Ближайшие крупные города: Ратнапура (43 км), Кегалле, Джафна, Коломбо (142 км).
В городе имеются чайная фабрика, автобусная станция. При городе действует храм Шри Нандарамайе. Дорога к храму начинается от центральной площади Балангоды на которой установлены большая статуя Будды, а также статуя Ананды Майтреи Маха Наяка Теро (Балангода Ананда Майтрейя) — шри-ланкийского ученого и буддийского монаха школы Тхеравада, который родился в Балангоде и до 1998 года был настоятелем храма Шри Нандарамайе.
Также в Балангоде родилась Сиримаво Бандаранаике — первая в мире женщина-глава правительства, которая занимала должность премьер-министра Шри-Ланки в 1960—1965, 1970—1977 и 1994—2000 годах.
В окрестностях города найдены остатки древних поселений 100—10 вв. до н. э., относящихся к эпохам мезолита и неолита. Данные археологические культуры каменного века получили одноимённое с городом название «культура Балангода». К культуре Балангода относятся обнаруженные в 1955 году останки скелетов доисторического человека в пещере Батадомбалена, которые нашёл палеонтолог и зоолог Дераниягала. В 1981 году были обнаружены более полные скелеты. Данный представитель анатомически соответствует людям современного типа, заселившим Шри-Ланку около 34 000 лет назад и получил название по месту обнаружения «человек из Балангоды».

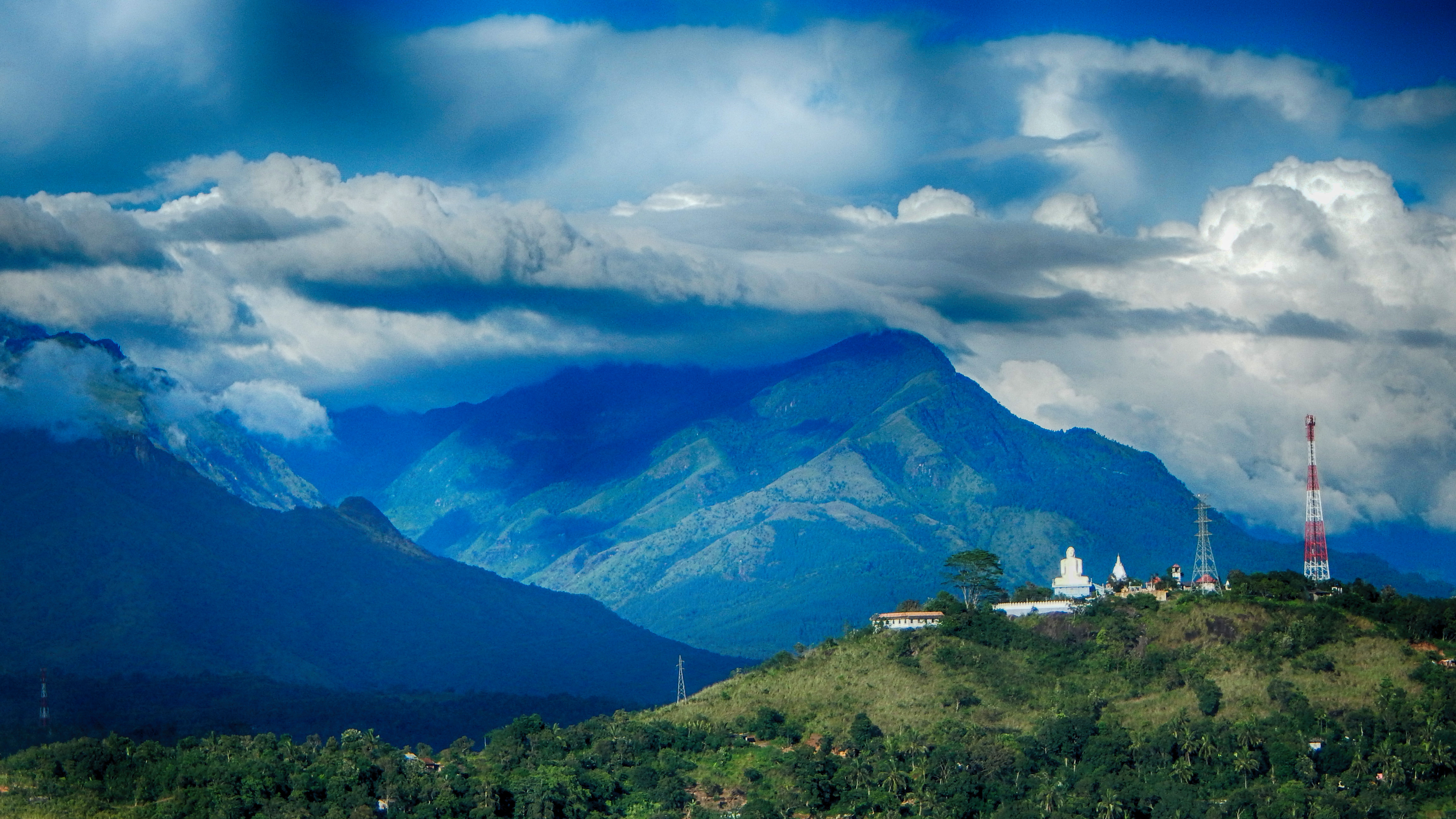
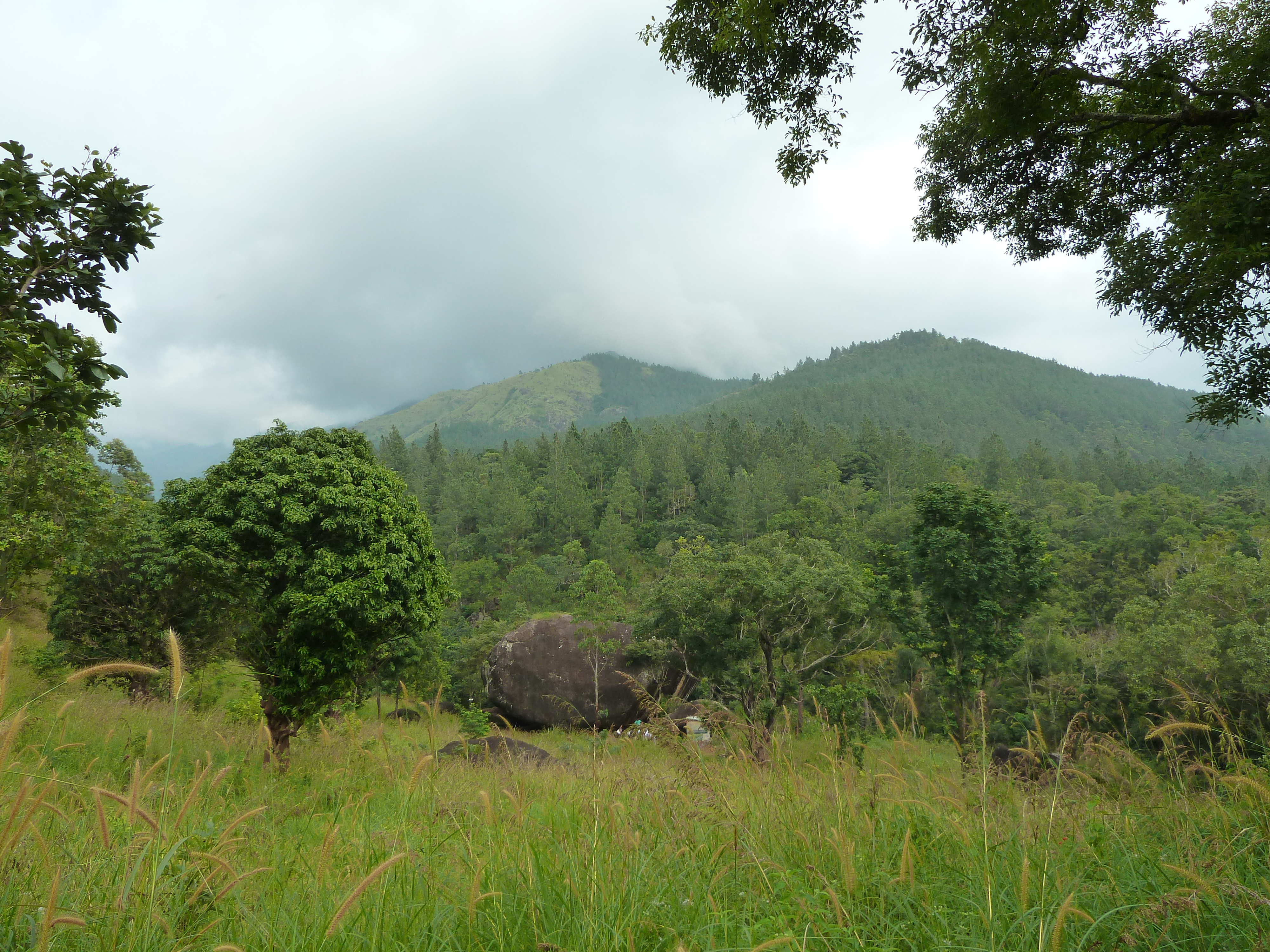
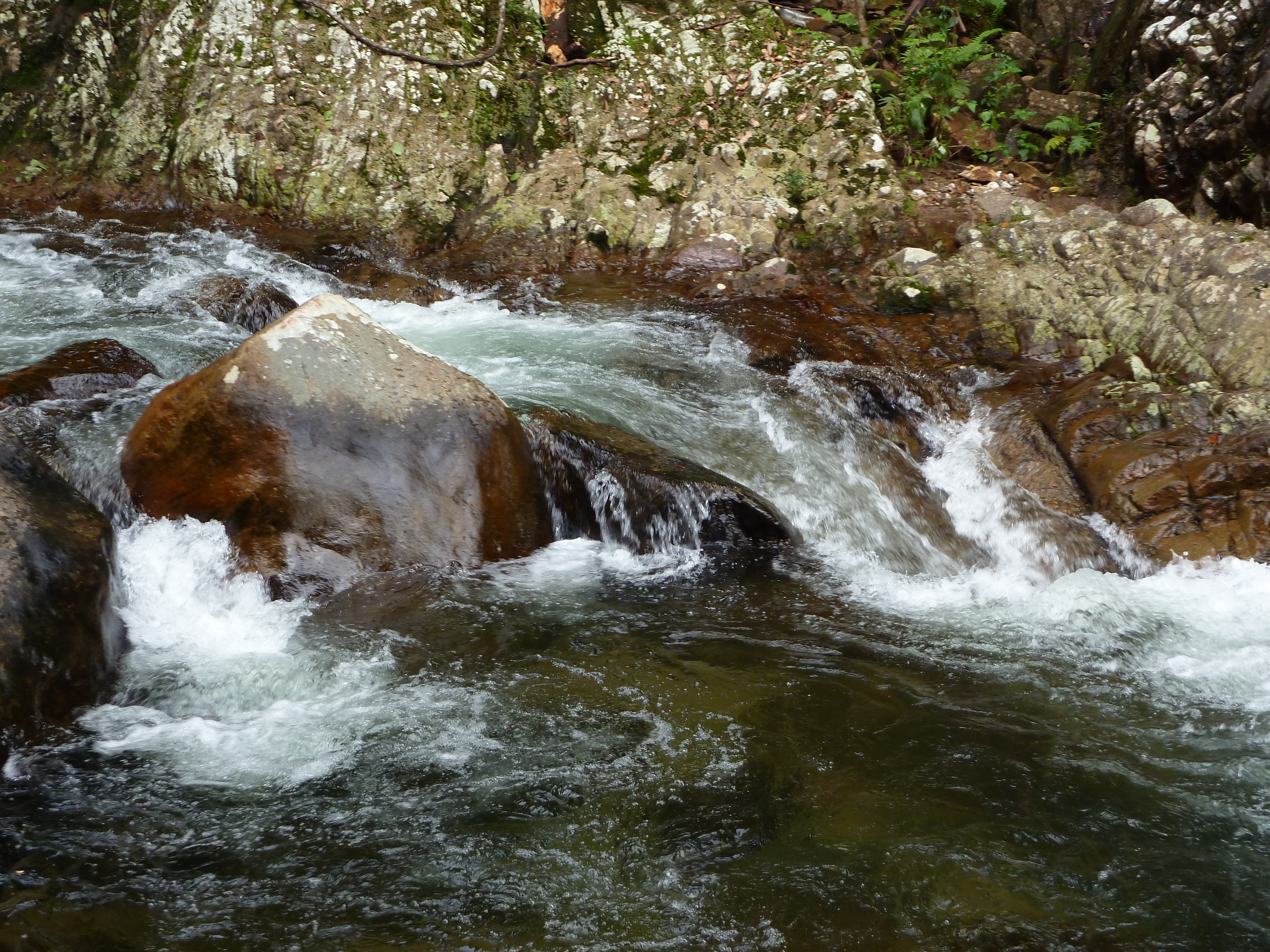